# Episodi di Scrubs - Medici ai primi ferri (nona stagione)
La nona e ultima stagione della serie televisiva Scrubs - Medici ai primi ferri (nota anche come Scrubs: Med School), composta da tredici episodi, è andata in onda sulla ABC dal 1º dicembre 2009; ed è la nona stagione della serie nella quale il cast viene quasi completamente rivoluzionato.
In Italia è andata in onda su MTV Italia dal 13 ottobre al 24 novembre 2010.
Delle precedenti stagioni restano, come protagonisti, Donald Faison (dr. Chris Turk), John C. McGinley (dr. Perry Cox) e Eliza Coupe (dr. Denise Mahoney); Zach Braff (dr. John Michael Dorian), viene segnalato nei crediti principali delle prime cinque puntate e in quelli della 9º puntata cioè nei soli sei episodi in cui appare.
Ken Jenkins (dr. Kelso) appare in nove episodi, Robert Maschio (Todd) appare in otto episodi, Sarah Chalke (dr. Elliot Reid) appare in quattro episodi, mentre Neil Flynn (l'inserviente), Sam Lloyd (Ted) e Christa Miller (Jordan) appaiono in un solo episodio a testa. L'unico personaggio principale che non si vede in quest'ultima stagione è Carla (Judy Reyes).
| nº | Titolo originale        | Titolo italiano                   | Prima TV USA     | Prima TV Italia  |
| -- | ----------------------- | --------------------------------- | ---------------- | ---------------- |
| 1  | Our First Day of School | Il nostro primo giorno di scuola  | 1º dicembre 2009 | 13 ottobre 2010  |
| 2  | Our Drunk Friend        | Il nostro amico ubriacone         | 1º dicembre 2009 | 13 ottobre 2010  |
| 3  | Our Role Models         | I nostri modelli di comportamento | 9 dicembre 2009  | 20 ottobre 2010  |
| 4  | Our Histories           | Le nostre storie                  | 15 dicembre 2009 | 20 ottobre 2010  |
| 5  | Our Mysteries           | I nostri misteri                  | 22 dicembre 2009 | 27 ottobre 2010  |
| 6  | Our New Girl-Bro        | La nostra nuova sorella           | 1º gennaio 2010  | 27 ottobre 2010  |
| 7  | Our White Coats         | I nostri camici bianchi           | 5 gennaio 2010   | 3 novembre 2010  |
| 8  | Our Couples             | Le nostre coppie                  | 5 gennaio 2010   | 3 novembre 2010  |
| 9  | Our Stuff Gets Real     | La nostra nuova verità            | 12 gennaio 2010  | 10 novembre 2010 |
| 10 | Our True Lies           | Le nostre vere bugie              | 19 gennaio 2010  | 10 novembre 2010 |
| 11 | Our Dear Leaders        | I nostri cari Leader              | 26 gennaio 2010  | 17 novembre 2010 |
| 12 | Our Driving Issues      | I nostri problemi di salute       | 10 marzo 2010    | 17 novembre 2010 |
| 13 | Our Thanks              | I nostri ringraziamenti           | 17 marzo 2010    | 24 novembre 2010 |

## Il nostro primo giorno di scuola
- Titolo originale: Our First Day of School
- Diretto da: Michael Spiller
- Scritto da: Bill Lawrence

### Trama
L'ospedale del Sacro Cuore è stato demolito per fare spazio all'università di medicina. J.D., che si è sposato con Elliot e che da lei aspetta un figlio, comincia ad insegnare alla facoltà insieme a Turk e al dottor Cox. Quest'ultimo, deluso dai nuovi allievi, sotto suggerimento di J.D. cerca uno studente in cui riporre tutte le sue speranze e trova questa figura di riferimento in Drew, specializzando molto più in gamba degli altri. Lucy, la nuova voce narrante, è intimorita da Cox e, con l'aiuto del dottor Dorian, riuscirà a mostrargli che non è una semplice piagnucolona. Cole è lo studente più irriverente, figlio dei proprietari dell'edificio, tratta con condiscendenza tutti i dottori dell'ospedale poiché sa che non può essere cacciato. Denise, fredda e distaccata, è la loro referente.

## Il nostro amico ubriacone
- Titolo originale: Our Drunk Friend
- Diretto da: Michael McDonald
- Scritto da: Jonathan Groff

### Trama
J.D. è geloso di Drew, il favorito del dottor Cox. Denise rifiuta le avance di Cole ed inizia una relazione non seria con Drew. J.D. farà da mentore a Lucy, disorientata per i primi giorni in ospedale, e riuscirà a farle capire che a volte fidarsi troppo non è un bene, ma per fare ciò dovrà darle una lezione.

## I nostri modelli di comportamento
- Titolo originale: Our Role Models
- Diretto da: Gail Mancuso
- Scritto da: Steven Cragg

### Trama
Drew delude la fiducia del dottor Cox perché, preso dal panico, fugge durante un'emergenza. J.D., prima felice che Perry non rivolga più tutte le sue attenzioni allo specializzando, capisce - grazie a Turk - che lui è già un buon medico agli occhi di Cox, mentre è Drew quello che ha bisogno d'aiuto, e quindi non deve essere invidioso di lui. Il medico convincerà quindi il dottor Cox a dargli una seconda possibilità. Lucy, che sa che il dottor Dorian dovrà presto andarsene, cerca un'altra figura di riferimento, provando con Denise. Questa, dovrà fronteggiare un caso che la costringerà ad essere meno fredda nei confronti dei pazienti.

## Le nostre storie
- Titolo originale: Our Histories
- Diretto da: Ken Whittingham
- Scritto da: Corey Nickerson

### Trama
J.D. e Turk non riescono ad accettare di stare invecchiando e perciò partecipano alla festa organizzata da Cole.
Lo specializzando, però, insieme ai compagni, viene costretto a passare del tempo con dei malati terminali. Quando gli studenti decideranno di rimanere per la volontà e non come imposizione, rimarranno affascinati dalla vita dell'anziano signore assegnato loro.
Ted dice addio al Sacro Cuore: per lui si chiude un'epoca.

## I nostri misteri
- Titolo originale: Our Mysteries
- Diretto da: Michael Spiller
- Scritto da: Steven Cragg, Brian Bradley.

### Trama
All'università i ragazzi sono stati incaricati di dare dei giudizi ai loro professori e J.D., alla sua ultima settimana alla scuola di medicina, riesce ad arrivare al primo posto. Tuttavia, riceve un cattivo giudizio che lo accusa di essere un pessimo insegnante, attento solo a quello che pensano gli altri di lui. J.D. e Turk cercano lo studente che ha scritto quel commento, ma avranno una sorpresa. Lucy è preoccupata per l'esame del prelievo ma, con l'aiuto del dottor Dorian, ce la farà senza contare su nessuno. La storia di Denise e Drew comincia a diventare seria.

## La nostra nuova sorella
- Titolo originale: Our New Girl-Bro
- Diretto da: Michael McDonald
- Scritto da: Kevin Etten

### Trama
Turk è in crisi per la partenza di J.D. e fatica a trovare un nuovo collega-amico che possa sostituirlo. Lucy, esausta per gli eccessivi impegni, sia accademici sia privati, vede in Elliot un nuovo mentore, una guida ed un esempio da seguire, ma una cocente delusione le insegnerà a prendersi più cura di se stessa e ad essere un po' più egoista. Cole, spaventato dall'imminente uscita di una newsletter riportante i giudizi sugli studenti, si propone al dottor Cox per una serie di lavori extra. Cox, in accordo con Drew, gli riserva i compiti peggiori.

## I nostri camici bianchi
- Titolo originale: Our White Coats
- Diretto da: John Putch
- Scritto da: Andrew Schwartz

### Trama
Alla Winston University è giunto il momento della cerimonia annuale del camice bianco, momento in cui ogni studente riceverà un camice bianco da laboratorio, simbolo del loro ingresso nel mondo della medicina. Tradizionalmente lo studente più meritevole viene premiato con la carica di oratore e la possibilità di tenere un breve discorso durante la cerimonia. Fra Drew e Cole si apre una lotta per questo privilegio, fra ricordi tristi che riaffiorano non mancheranno i colpi bassi. Prima della cerimonia il dottor Cox pone ad ogni studente una semplice domanda che però manda allo sbando una insicura Lucy: "Perché vuoi fare il dottore?".

## Le nostre coppie
- Titolo originale: Our Couples
- Diretto da: Chris Koch
- Scritto da: Prentice Penny

### Trama
All'interno della facoltà si sono formate delle coppie fisse, amici, colleghi o fidanzati. Coppie che funzionano a meraviglia, perfettamente complici in ogni loro diabolico piano, oppure coppie che scoppiano ma poi fanno la pace... seppur con qualche piccola rivincita.
Lucy ufficializza il proprio legame di coppia con Cole (mentre prima se ne vergognava), Drew e Denise vanno alla grande e - finalmente - Cox e Turk, pur rimanendo competitivi ed in continua gara l'uno con l'altro, sanno che possono contare l'uno sull'altro. 

## La nostra nuova verità
- Titolo originale: Our Stuff Gets Real
- Diretto da: John Putch
- Scritto da: Leila Strachan

### Trama
Elliot e J.D. sono in piena crisi pre-parto: a lui manca l'intimità che avevano prima della gravidanza, mentre lei è convinta che dopo il parto tutto tornerà come prima.
Lucy ha paura di fare pratica operatoria sul cadavere di un suo vecchio paziente, ma alla fine vince i suoi timori. Jordan vuole costringere il dottor Cox a fare testamento, e questo lo spaventa perché lo fa riflettere sul fatto che per tante cose c'è "poco tempo", o peggio ancora non ce n'è più. Questo fa riflettere J. D., che prepara ad Elliot una sorpresa dimostrandole quanto tiene a lei.

## Le nostre vere bugie
- Titolo originale: Our True Lies
- Diretto da: Michael Spiller
- Scritto da: Lon Zimmet, Dan Rubin

### Trama
Cox è furioso perché qualche studente ha copiato durante un importante esame. Alla fine si scopre che è stata Lucy, ma gli altri non fanno il suo nome e preferiscono ripetere l'esame per darle una seconda possibilità. Nel frattempo Cox e Turk, aiutati da Kelso che suggerisce loro di non limitarsi a valutare i parametri medici di ogni paziente ma di considerare anche il suo stato emotivo e sociale, si trovano ad affrontare un delicato caso di una lesbica che preferisce rischiare la vita per un intervento chirurgico piuttosto che prendere steroidi ed ingrassare tornando ad essere come era prima di conoscere la sua compagna.
Il passato di Drew riaffiora e manda in crisi la sua relazione con Denise appena dopo averle detto di amarla: è sposato. Ma Turk le fa capire che può capitare che una persona voglia far vedere al proprio partner la parte migliore di sé che coincide con la propria situazione in quella fase, tralasciando il proprio passato, e quindi gli dice che anche lei ama lui, ovviamente a suo modo.

## I nostri cari Leader
- Titolo originale: Our Dear Leaders
- Diretto da: Peter Lauer
- Scritto da: Corey Nickerson, Kevin Etten

### Trama
Il dottor Cox assegna ai vari gruppi di studio degli ipotetici casi medici da risolvere in 3 giorni, imponendo però a Drew di farsi da parte e non aiutare i suoi amici, perché come lui è un leader e quindi non deve spendere troppo tempo con i "parassiti". Drew per un po' ci riesce, e nel frattempo è Lucy che prende il suo posto - o così dovrebbe essere, ma non ce la fa perché Treng non le riconosce la necessaria autorità, ma alla fine cede alla sua indole e, disubbidendo a Cox, torna ad aiutarli, scoprendo che Cox sapeva che sarebbe finita così proprio perché, come lui, è un vero leader che vuole ed è in grado di aiutare gli altri. Il dottor Turk è geloso e invidioso di un chirurgo di fama internazionale arrivato di recente in ospedale. Sullo sfondo Cox e Kelso, come in altre occasioni, dispenseranno buoni consigli.
Drew e Denise riprendono a parlarsi dopo la pausa causata dall'essersi dichiarati apertamente.

## I nostri problemi di salute
- Titolo originale: Our Driving Issues
- Diretto da: Eren Celeboglu
- Scritto da: Alessia Costantini, Prentice Penny

### Trama
Kelso e Cole si trovano ad affrontare dei problemi di salute: Kelso rischia di vedersi ritirata permanentemente la patente per via di qualche acciacco dovuto dell'età, mentre Cole ha um cancro alla pelle e quindi deve essere operato per rimuoverlo. Cole si comporta come al solito in modo spensierato mentre Lucy è preoccupata per lui. Cox aiuta Kelso a riavere la patente sottoscrivendo il suo buon stato di salute e, subito dopo, l'ex primario parla con Cole e lo incoraggia a non fare come faceva lui, cioè allontanare le persone a lui vicine per non mostrarsi debole. Cole ammette di essere spaventato e, prima dell"intervento, ringrazia Lucy, che aveva allontanato, per la essergli stato vicino, e dopo l'intervento si mostra gentile con i compagni.
Drew viene rimbalzato fra le richieste di Cox e Denise, e stufo della situazione impone ai due dottori di parlare fra loro per risolvere le loro controversie senza coinvolgerlo: il risultato è che lui non viene più messo di mezzo, ma i due si coalizzano per rendere ancora più impossibile la vita degli altri studenti.

## I nostri ringraziamenti
- Titolo originale: Our Thanks
- Diretto da: Rick Blue
- Scritto da: Sean Russell

### Trama
Gli studenti si preparano per la cerimonia del ringraziamento, nella quale si ringraziano i familiari ed i parenti dei cadaveri che hanno deciso di donare il loro corpo alla scienza. Lucy intenzionata a fare le cose in grande non trova nei compagni di studio l'appoggio sperato. Turk, invidioso del fatto che Cox abbia uno studente preferito come Drew, è alla ricerca di un suo pupillo da trasformare in un grande chirurgo. Sorprendentemente, quando Turk comunica a Cole del buon esito dell'operazione e degli esami che certificano che il suo cancro sia stato debellato, Cole rivela di considerarlo un segno del destino e decide di volere diventare un chirurgo. Cox è lieto della notizia sia perché sa quanto la cosa infastidisca Turk sia perché sia convinto che la sua stessa personalità lo renda un chirurgo ideale. Nonostante i tentativi di Turk di dissuaderlo affidandogli incarichi assurdi, Cole non si perde d'animo, dimostrando che la sua scelta non è un capriccio ma un desiderio reale, così Turk decide di prenderlo sotto la propria ala. Denise è intenzionata a rendere la sua storia con Drew un qualcosa di veramente serio. All'inizio lui si spaventa, ma poi si lascia andare.
Mentre quello dell'ottava serie è stato un autentico episodio finale, questo non lo sembra per niente, e fa pensare che la serie sia stata conclusa prima del previsto probabilmente per l'audience scarsa.